# Pineville (Karolina Północna)
Pineville – miasto w Stanach Zjednoczonych, w stanie Karolina Północna, w hrabstwie Mecklenburg.